# J. Carlos
José Carlos de Brito e Cunha, conhecido como J. Carlos, (Rio de Janeiro, 18 de junho de 1884 — Rio de Janeiro, 2 de outubro de 1950) foi um chargista, ilustrador e designer gráfico brasileiro. J. Carlos também fez esculturas, foi autor de teatro de revista, letrista de samba, e é considerado um dos maiores representantes do estilo art déco no design gráfico brasileiro.

## Biografia
Seu primeiro trabalho foi publicado em 1902, na revista Tagarela, com uma legenda explicando ser aquele o desenho de um principiante, mas, em seguida, passa a colaborar regularmente com a revista e em abril do ano seguinte já desenha a capa da publicação. Os trabalhos de J. Carlos apareceriam nas melhores revistas de sua época: O Malho, O Tico Tico, Fon-Fon, Careta, A Cigarra, Vida Moderna, Eu Sei Tudo, Revista da Semana e Para Todos.
Fez histórias em quadrinhos com a negrinha Lamparina, mas seus desenhos mais conhecidos são as figuras típicas do Rio de Janeiro, os políticos da então capital federal, os sambistas, os foliões no carnaval e, principalmente, a melindrosa, uma mulher elegante e urbana que surgia com a modernidade do século XX. Juntamente com Raul Pederneiras e com Kalixto formou o triunvirato máximo da caricatura brasileira da Primeira República.
Além de variada, sua obra é bastante numerosa, sendo calculada por alguns em mais de cem mil ilustrações.
Nos anos 30 J. Carlos foi o primeiro brasileiro a desenhar Mickey Mouse. Carlos desenhou o personagem em capas e peças publicitárias na revista O Tico Tico.
Também foi responsável pela capa primeira edição do Suplemento Infantil do jornal A Nação, suplemento criado por Adolfo Aizen.
Em 1941, Walt Disney visitou o Brasil, Disney ficou impressionado com o estilo de J. Carlos e o convidou para trabalhar em Hollywood, o ilustrador recusou o convite, porém enviou para Disney um desenho de um papagaio que segundo alguns pesquisadores, serviu de inspiração para a criação de Zé Carioca.
J. Carlos sofreu uma hemorragia cerebral enquanto estava reunido com o compositor João de Barro, o Braguinha, discutindo a ilustração para a capa de seu próximo disco, e faleceu dois dias depois.
No álbum Hoje é Dia de Festa de 1997, o cantor Zeca Pagodinho inseriu desenhos de J.Carlos na capa.
Em 2009, foi homenageado pela escola de samba Acadêmicos da Rocinha no enredo "Tem Francesinha no Salão... O Rio No Meu Coração".

## Caricaturas de Presidentes
Segundo Isabel Lustosa, "A caricatura brasileira das primeiras décadas do século (XX) é principalmente política. A figura do presidente, ou do grande líder político que lidera a cena nacional no momento, é o seu maior alvo". J. Carlos irá privilegiar suas charges e seus desenhos com a figura de presidentes e líderes políticos da época.
A primeira figura que aparece em suas charges é a do Presidente Rodrigues Alves, muitas vezes criticado pelas obras modernizadoras que fez na capital junto ao prefeito da cidade do Rio de Janeiro na época, Pereira Passos. A figura do presidente Hermes da Fonseca não será poupada, e aparece em seus desenhos e charges de forma jocosa. J. Carlos utiliza principalmente a mulher do presidente, Nair de Teffé, como elemento de crítica, visto que esta foi sua segunda esposa e 30 anos mais jovem que o marido (o que na época era moralmente questionável). Entretanto, charges questionando a inteligência e perspicácia do presidente Hermes da Fonseca são as que somam o maior número.
Com Getúlio Vargas assumindo o poder através do Golpe de 1930, J. Carlos encontrará uma fonte de crítica que será uma constante em sua trajetória. Vargas será retratado por ele como um político dúbio, ardiloso, ainda que em seus traços seja possível ver ares de simpatia e carisma.

## Críticas às Guerras

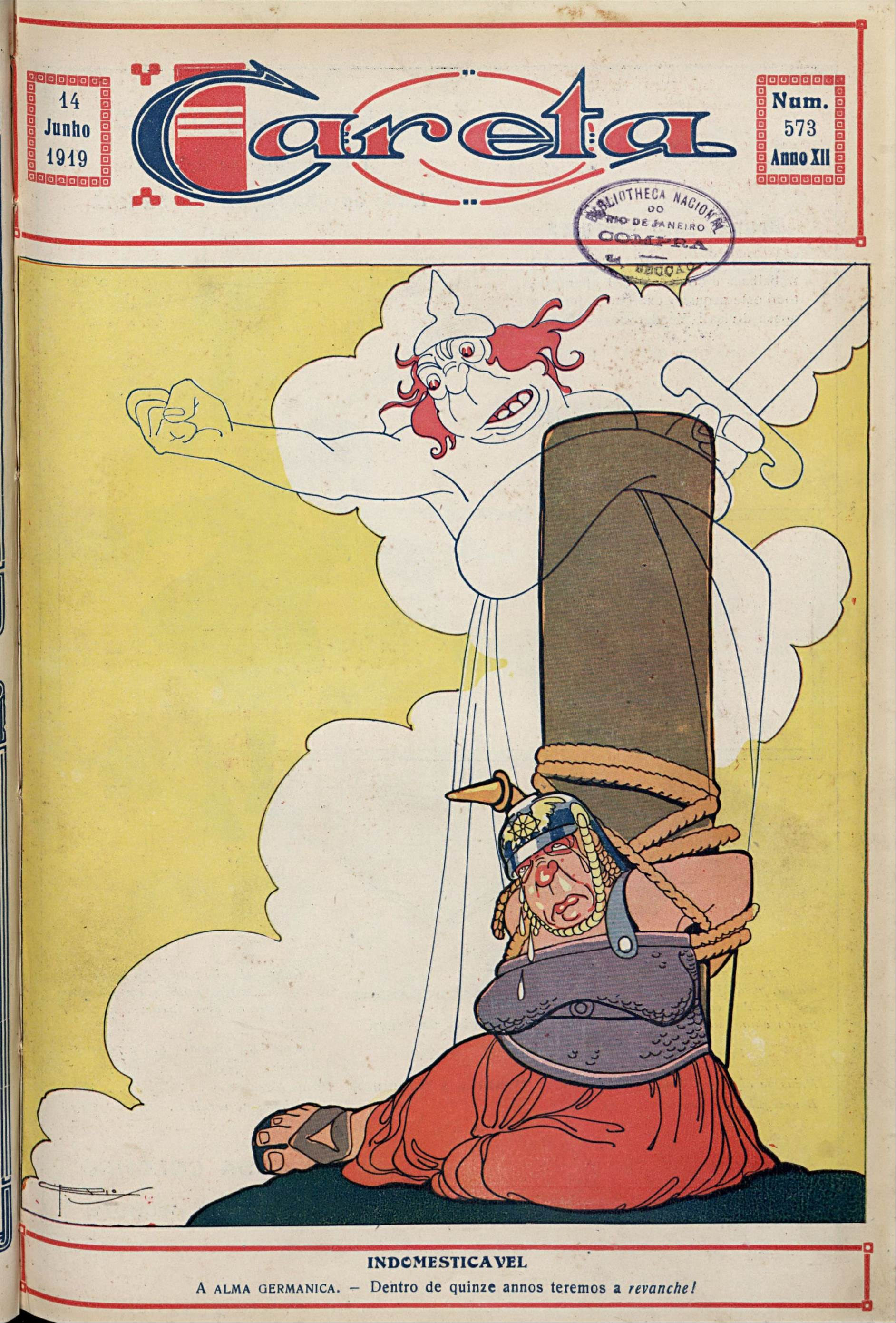
J. Carlos, nesta charge, prevê que a Alemanha iria realizar uma nova guerra em quinze anos

Durante o período da Primeira Guerra Mundial e da Segunda Guerra Mundial, J. Carlos produziu um número grande de charges e desenhos para capas de revistas com alto teor crítico aos conflitos. A visão política aguçada do artista chega a preconizar o revanchismo nacionalista alemão, que seria um dos fatores para a eclosão da Segunda Guerra Mundial. Neste período produziu obras em que figuravam como personagens Franklin D. Roosevelt, Joseph Stálin, Winston Churchill, Adolph Hitler, Benito Mussolini e o Imperador Hirohito.
Manifestou-se sempre a favor dos aliados e criticou a estupidez violenta da guerra.